# Paul Wernle
Paul Wernle (1 de maig del 1872, Zúric - 11 d'abril del 1939) fou un teòleg suís.

## Biografia
Estudià a les universitats de Basilea, Berlín i Göttingen. A Basilea fou estudiant de Bernhard Duhm i a Göttingen fou influenciat per Wilhelm Bousset. El 1900 fou nomenat professor associat a Basilea, on el 1905 fou nomenat catedràtic d'estudis del Nou Testament. En el transcurs de la seva carrera ensenyà classes de dogmàtica i de la història de l'Església.

## Selecció de publicacions
- Paulus als Heidenmissionar (Paul com missioner), 1899
- Die Anfänge unserer Religion (Els inicis de la nostra religió), 1901
- Die Quellen des Lebens Jesu. Mohr (Les fonts de la vida de Jesús), 1906
- Lessing und das Christentum (Lessing i el Cristianisme), 1912
- Der schweizerische Protestantismus in der Zeit der Helvetik 1798-1803 (Protestantisme suís als anys 1798-1803), 1938-42